# Lophocolea
Lophocolea (Kammkelchmoose) ist eine Lebermoos-Gattung aus der Familie Lophocoleaceae.

## Merkmale
Die Flankenblätter sind meist zweilappig. Die Unterblätter sind bei den europäischen Arten zweispaltig, meist mit je einem Zahn an den Außenrändern. Die weiblichen Gametangien befinden sich an den Spitzen der Hauptsprosse oder an mehr oder weniger langen, selten kurzen Ästen, die Hüllblätter sind größer oder etwa gleich groß wie die Flankenblätter. Das lange, weitmündige Perianth ist meist dreikantig. Männliche Gametangien sind meist ährenförmig, die Hüllblätter etwas kleiner als die Flankenblätter. Brutkörper sind entweder vorhanden oder fehlen.

## Systematik
Die Gattung Lophocolea wurde in der Vergangenheit von mehreren Autoren in Chiloscyphus eingegliedert, nach neueren Publikationen wird sie aber wieder getrennt dargestellt.
Von Söderström (2016) werden weltweit insgesamt 145 Arten aufgelistet, wobei aber nur 44 als gesicherte Arten gelten, bei den etwa 100 übrigen gibt es Wissenslücken oder ernsthafte Zweifel.
Die Gattung ist überwiegend in den Tropen und auf der Südhalbkugel verbreitet. In Europa sind die folgenden Arten vertreten:
- Lophocolea bidentata (Zweizähniges Kammkelchmoos)
- Lophocolea bispinosa
- Lophocolea brookwoodiana
- Lophocolea coadunata
- Lophocolea fragrans (Wohlriechendes Kammkelchmoos)
- Lophocolea heterophylla (Verschiedenblättriges Kammkelchmoos)
- Lophocolea minor (Kleines Kammkelchmoos)
- Lophocolea semiteres